# Cassieae
Cassieae je tribus mahunarki, dio potporodice Caesalpinioideae. Nekada se sastojao od dva podtribusa sa ukupno 4 roda. Danas je na popisu 7 rodova, a rod Ceratonia (uz još 3 druga roda) uključen je u vlastiti tribus Ceratonieae.

## Rodovi
1. Batesia Spruce ex Benth. & Hook.f. (1 sp.)
2. Vouacapoua Aubl. (3 spp.)
3. Melanoxylum Schott (1 sp.)
4. Recordoxylon Ducke (3 spp.)
5. Chamaecrista (L.) Moench (371 spp.)
6. Cassia L. (34 spp.)
7. Senna Mill. (293 spp.)

Prethodna podjela:
1. Subtribus Ceratoniinae Irwin & Barneby
  1. Ceratonia L. (2 spp.)
2. Subtribus Cassiinae Wight & Arn.
  1. Cassia L. (32 spp.)
  2. Senna Mill. (290 spp.)
  3. Chamaecrista (L.) Moench (379 spp.)

## Vanjske poveznice
- Separation of the genera in the subtribe Cassiinae (Leguminosae: Caesalpinioidae) using molecular markers